# Alexander O. Gettler

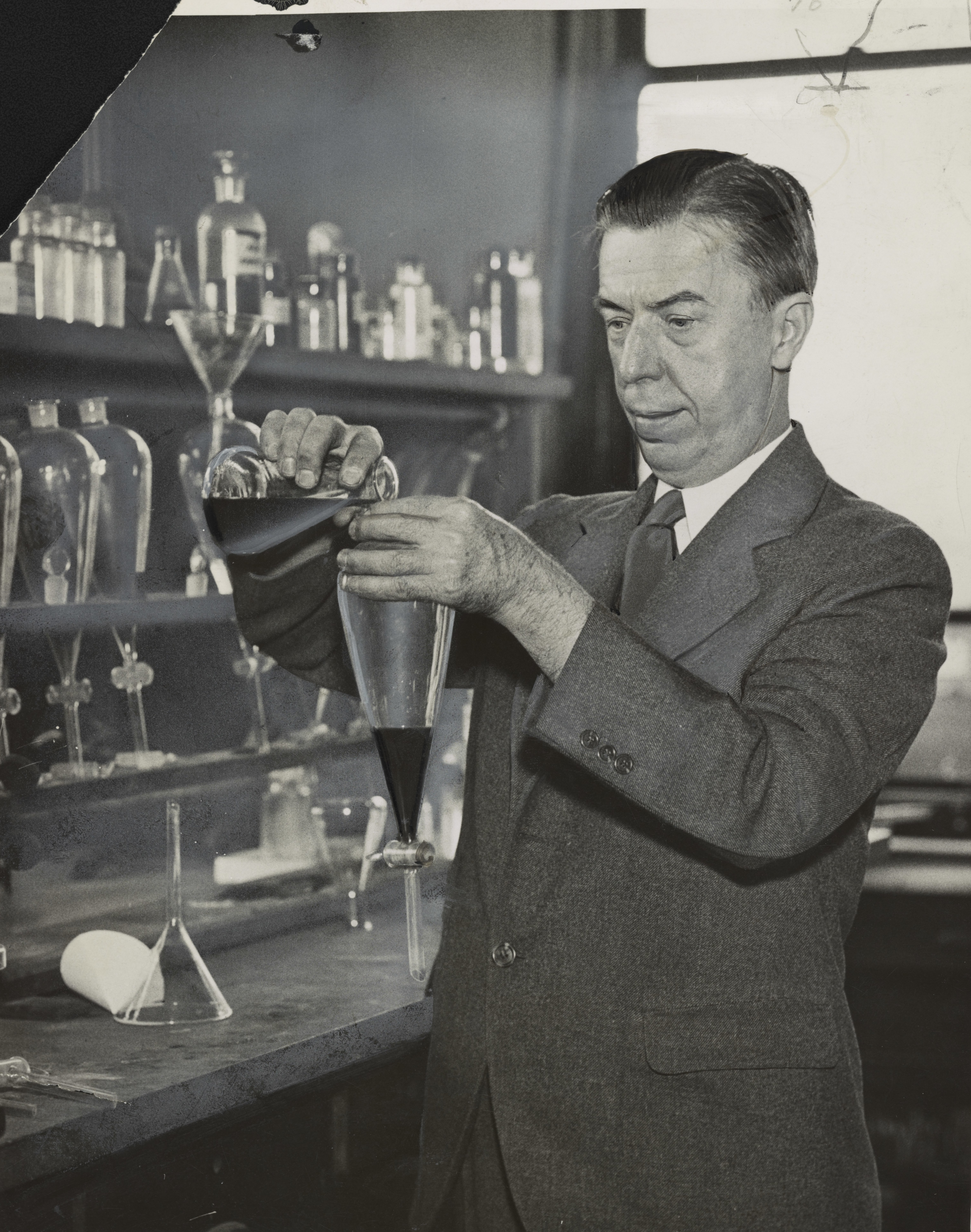
Gettler in seinem Labor im 3. OG des Bellevue Hospitals

Alexander Oscar Gettler (* 13. August 1883 in Galizien; † 4. August 1968 in Yonkers, New York) war ein US-amerikanischer Biochemiker und Pionier der forensischen Toxikologie. Er war der erste forensische Toxikologe, der in dieser Funktion von einer Stadt in den USA angestellt wurde. Der von der American Academy of Forensic Sciences verliehene Alexander O. Gettler Award ist nach ihm benannt.

## Privatleben
Gettler wurde 1883 als Sohn jüdischer Eltern, Joseph Gettler und Anna Arabella (geb. Boldoghy), in Galizien im damaligen Österreich-Ungarn geboren. Im Alter von 7 Jahren wanderte er im Mai 1891 mit seinem Vater und seiner jüngeren Schwester Alice an Bord der Westernland der Red Star Line in die Vereinigten Staaten aus, wo er in Brooklyn aufwuchs.
Im August 1912 heiratete er Alice Gorman, eine katholische irischstämmige Schullehrerin. Sie hatten einen Sohn, Joseph Daniel Gettler (1916–1991).

## Ausbildung und erste Berufserfahrung
Nach dem Schulbesuch studierte Gettler am City College of New York, wo er 1904 den Grad eines Bachelors erlangte. 1912 wurde er an der Columbia University in Biochemie promoviert.
Gettler fand eine Anstellung als Chemiker am Bellevue Hospital in Manhattan. Dort engagierte ihn Charles Norris, erster oberster Rechtsmediziner in New York, im Jahre 1918 für das von ihm mitbegründete Office of Chief Medical Examiner of the City of New York (OCME).

## Tätigkeit für das OCME

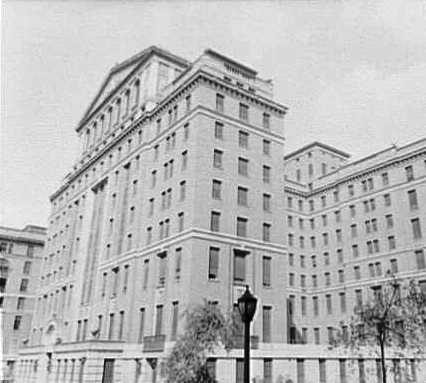
Das Bellevue Hospital im Jahr 1950

Im Vergleich zu Europa steckte in den Vereinigten Staaten die Forensik zur Zeit um den Ersten Weltkrieg noch in den Kinderschuhen. Die Geschworenen mussten erst noch davon überzeugt werden, dass die Wissenschaft entscheidende Beiträge zur Wahrheitsfindung leisten konnte. Gettler war an dieser Entwicklung maßgeblich beteiligt. Er trat in vielen Fällen selbst als Gutachter vor Gericht auf und erwarb sich mit der Zeit unter Strafverteidigern den Ruf, dass diese einen Fall nicht gewinnen könnten, wenn Gettler als Zeuge der Gegenseite auftrete.
Im Rahmen seiner Tätigkeit musste Gettler immer wieder neue Verfahren entwickeln, um die verschiedensten Gifte im Körper verstorbener Personen nachzuweisen und deren Menge zu bestimmen. Außerdem musste für eine Verwendung vor Gericht nachgewiesen werden, dass die Substanzen nicht erst nach dem Tod der betreffenden Person in deren Körper gelangt waren. Gettler veröffentlichte seine Forschungsergebnisse auch in zahlreichen Artikeln in Fachzeitschriften.
In mehreren Fällen stellten die Prozesse, in denen Gettler als Sachverständiger auftrat, Meilensteine auf dem Gebiet des Arbeitsschutzes dar, so in den unten geschilderten Verfahren gegen die Standard Oil Company und die United States Radium Corporation.
1921 entwickelte Gettler einen Test, mit dem festgestellt werden konnte, ob ein im Wasser untergetauchter Verstorbener zu diesem Zeitpunkt noch am Leben war oder nicht. Dazu verglich er den Salzgehalt von Blutplasma aus der linken und der rechten Herzkammer. Bei Personen, die zu diesem Zeitpunkt noch leben, ändert sich durch das Wasser in der Lunge der Salzgehalt des Blutes, das dann in die linke Herzkammer transportiert wird – bei Süßwasser sinkt die Konzentration, bei Salzwasser steigt sie. Ist die Salzkonzentration in beiden Herzkammern gleich, war die Person zum Zeitpunkt des Untertauchens schon tot.
Während der Prohibition in den Vereinigten Staaten unterstützte Gettler Charles Norris im Kampf gegen verunreinigten Alkohol. Unter anderem entwickelte er einen Schnelltest zum Nachweis von Methanol in illegal gebrannten Spirituosen.
Im Jahre 1935 benutzte Gettler als erster Wissenschaftler ein Spektrometer für forensische Zwecke. Ein Familienvater namens Frederick Gross wurde beschuldigt, seine fünf Kinder mit Kakao vergiftet haben; vier von ihnen starben. Gettler konnte jedoch nachweisen, dass es sich bei dem angeblichen Thallium, das in dem Kakao gefunden worden war, in Wirklichkeit um Kupfer handelte. Dieses stammte von der Blechdose, in der der Kakao verpackt worden war. Der Mann wurde freigesprochen.
Durch eine Sondergenehmigung durfte Gettler seine Tätigkeit beim OCME auch über das Alter von 70 Jahren hinaus ausüben, das gesetzliche Pensionsalter für städtische Beamte. Er ging erst gut fünf Jahre später am 1. Januar 1959 in den Ruhestand. Nach eigenen Schätzungen hatte er bis dahin über 100.000 Leichen untersucht.

### Tetraethylblei
Die Standard Oil Company betrieb in einer Raffinerie in Bayway (New Jersey) Anfang der 1920er Jahre eine Anlage zur Produktion des Antiklopfmittels Tetraethylblei. Schon bald begannen die Arbeiter, die mit der Herstellung beschäftigt waren, sich seltsam zu verhalten, so dass das Gebäude unter den Arbeitern den Spitznamen The loony gas building (dt.: "Das verrückte Benzin-Gebäude") bekam. Im Herbst 1924 verschlechterte sich der Zustand der Arbeiter rapide. 32 der 49 Arbeiter kamen ins Krankenhaus, 5 von ihnen starben. Das OCME wurde mit der Untersuchung beauftragt. Gettler konnte in den Körpern der Toten sehr hohe Konzentrationen an Blei nachweisen – die Todesursache war also letztendlich Bleivergiftung. Dies führte zu einem vorübergehenden Verbot von bleihaltigen Benzinzusätzen unter anderem in New York City, New Jersey und Philadelphia, welches von der Bundesregierung jedoch 1926 wieder aufgehoben wurde.

### DieRadium Girls
In Orange (New Jersey) betrieb die United States Radium Corporation seit 1917 eine Fabrik, in der Zifferblätter von Uhren mit radioaktiver Leuchtfarbe bemalt wurden. Die jungen Arbeiterinnen, die später als Radium Girls bekannt wurden, wurden dabei aufgrund der völlig fehlenden Schutzmaßnahmen mit großen Mengen Radium verseucht und erlitten zum Teil schwerste Gesundheitsschäden, eine Reihe von ihnen starb sogar. Nachdem Harrison Stanford Martland, oberster Gerichtsmediziner in Essex County, in der Atemluft der Radium Girls das radioaktive Edelgas Radon nachgewiesen hatte (ein Zerfallsprodukt von Radium), wandte er sich an Charles Norris und Alexander O. Gettler. Gettler gelang es im Jahre 1928, in den Knochen von Amelia Maggia, einer der jungen Frauen, selbst fünf Jahre nach deren Tod noch eine hohe Konzentration an Radium nachzuweisen. Dabei benutzte er die von den Knochen emittierte Strahlung, um durch eine undurchsichtige Schutzhülle hindurch Fotopapier zu belichten.

### Die Prozesse gegen Fanny Creighton
Im Frühjahr 1923 starb der Bruder von Mary Frances „Fanny“ Creighton (* 29. Juli 1899, † 16. Juli 1936), der bei ihr und ihrem Mann wohnte, unter ungeklärten Umständen. In der Leiche des Bruders wurde nach einer Exhumierung Arsen nachgewiesen. Bei einer Durchsuchung in der Wohnung der Creightons wurde ein arsenhaltiges Kosmetikprodukt namens Fowler's Solution gefunden. Fanny wurde des Mordes angeklagt, jedoch gelang es ihr, den Todesfall als Selbstmord aus Liebeskummer darzustellen. Sie wurde freigesprochen.
Inzwischen hatte die Staatsanwaltschaft jedoch begonnen, den Tod von Fannys Schwiegereltern zu untersuchen, die einige Jahre zuvor gestorben waren. Nach ihrer Exhumierung wurde in der Leiche der Schwiegermutter mit Hilfe des Reinsch-Tests das Vierfache der tödlichen Menge Arsen gefunden. Am Tag, an dem Fanny des Mordes an ihrem Bruder freigesprochen wurde, wurde sie des Mordes an ihrer Schwiegermutter angeklagt.
Fannys Anwälte wandten sich an Alexander O. Gettler. Er führte zunächst den gleichen Test durch und kam zum gleichen Ergebnis. Durch einen weiteren Versuch konnte Gettler jedoch nachweisen, dass es sich bei dem vermeintlichen Arsen in Wirklichkeit ganz überwiegend um Bismut handelte, welches die später Verstorbene mit einem Medikament zu sich genommen hatte. Gettler sagte im Prozess als Zeuge aus, und Fanny wurde erneut freigesprochen.
Im Herbst 1935 starb in Baldwin (Nassau County, New York) Ada Applegate; ihr Tod erregte zunächst keinen Verdacht. Durch einen anonymen Brief mit Zeitungsausschnitten wurde die Polizei jedoch auf die Todesfälle zwölf Jahre zuvor aufmerksam und beschlagnahmte Adas Leiche unmittelbar vor der Beisetzung. Da vor Ort kein Spezialist verfügbar war, wurde Alexander Gettler mit der Untersuchung betraut. Er fand das Vierfache der tödlichen Menge Arsen.
Die Polizei verhörte Fanny Creighton, die im selben Haus wohnte wie die Applegates. Fanny gab zu, 1923 ihren Bruder wegen einer Lebensversicherung über 1000 Dollar ermordet zu haben. Sie konnte nach dem damaligen Freispruch jedoch kein zweites Mal vor Gericht gestellt werden.
Die Polizei vermutete zunächst, dass Fanny Creighton und Everett Applegate ein Verhältnis gehabt hatten und Fanny die Ehefrau ihres Geliebten ermordet hatte. Es stellte sich jedoch heraus, dass Everett ein Verhältnis mit Fannys fünfzehnjähriger Tochter Ruth gehabt hatte. Fanny wäre froh gewesen, die Verantwortung für ihr Kind an Everett Applegate abtreten zu können, wenn die beiden geheiratet hätten.
Im Januar 1936 wurde Fanny Creighton ein drittes Mal des Mordes angeklagt. Diesmal sagte Gettler als Zeuge gegen sie aus. Er konnte nachweisen, dass das Gift und andere Begleitstoffe im Magen des Opfers identisch waren mit den Inhaltsstoffen eines Rattengifts, das Fanny kurz zuvor gekauft hatte. Fanny und Everett wurden zum Tode verurteilt und starben sieben Monate später in Sing Sing auf dem elektrischen Stuhl.

## Lehrtätigkeit
Schon vor seiner Tätigkeit für das OCME unterrichtete Gettler an der New York University School of Medicine Biochemie. In den 1920er Jahren wurde er Professor für Chemie am Washington Square College der New York University. Darüber hinaus erhielt er einen Lehrauftrag an der New York University Graduate School. Im Jahre 1935 gründete er an diesem Graduiertenkolleg einen Kurs in Toxikologie.
Mit dem Erreichen des Pensionsalters beendete Gettler 1948 seine Lehrtätigkeit.